# Classe Majestic (porte-avions)
Cet article concerne la classe de porte-avions. Pour la classe de cuirassé, voir Classe Majestic (cuirassé). Pour les homonymes, voir Majestic.
Pour les articles homonymes, voir Majestic.
La classe de porte-avions Majestic fut une classe de six porte-avions légers, construits par la Royal Navy lors de la Seconde Guerre mondiale à partir de 1942. Cette classe est en réalité composée des six derniers bâtiments de la classe Colossus, qui, modifiés pour pouvoir accueillir des avions plus rapides et plus lourds, étaient encore en construction à la fin du conflit. Leur construction fut alors suspendue. Cinq d'entre eux, après la reprise de leur construction et l’apport de modifications, entrèrent ultérieurement en service au sein de la Royal Australian Navy, de la Marine royale canadienne et de la Marine indienne.

## Navires de la classe

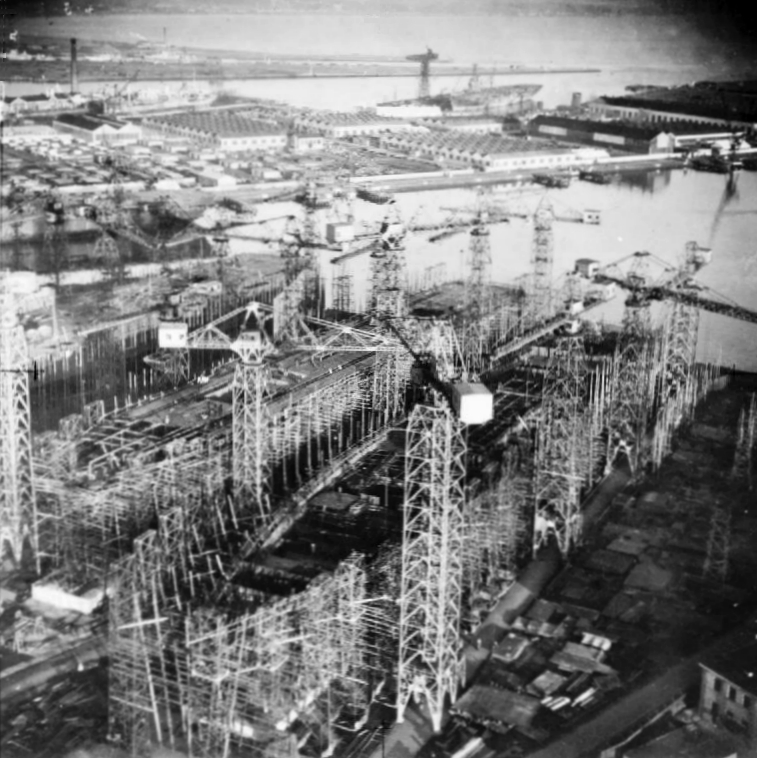
Navires de la classe Majestic en construction en 1944 (HMS Magnificent à gauche et HMS Powerful à droite

Les six bâtiments de cette classe sont :
- Le HMS Terrible, lancé en septembre 1944, vendu en 1948 à la Marine australienne et renommé HMAS Sydney.
- Le NCSM Magnificent, lancé en novembre 1944, sert dans la Marine canadienne sous le nom de NCSM Magnificent à partir de 1948.
- Le HMS Powerful, lancé en février 1945, mis en service dans la Marine royale canadienne sous le nom de NCSM Bonaventure.
- Le HMS Majestic, lancé en février 1945, sert la Marine australienne sous le nom de HMAS Melbourne à partir de 1955.
- Le HMS Leviathan, lancé en juin 1945, et détruit en 1968 avant la fin de sa construction n'ayant pas trouvé preneur.
- Le HMS Hercules, lancé en septembre 1945, qui n'entrera au service de la Marine indienne qu'à partir de 1961, sous le nom de INS Vikrant.

## Caractéristiques communes
Bien que les bâtiments de cette classe n'aient pas été construits et achevés d'une façon identique, leur modèle initial présentait les caractéristiques générales communes suivantes :
- Déplacements : 15 700 tonnes standard ; 19 500 tonnes à pleine charge (pc)
- Dimensions
  - Longueur : 192,02 m pp, 197,80 m à la flottaison, 211,85 m hors tout (au pont d'envol)
  - Largeur : 24,38 m (au fort, flottaison) 32,30 m (max. pont d'envol)
  - Tirant d'eau : 6,40 m (lège) 7,47 m (déplt moyen) 7,92 m à pleine charge (pc)
- Protection (blindage) : aucune, sauf écrans blindés ("mantelets") autour de la soute des têtes de combat des torpilles aéroportées.
- Appareil propulsif (machines) : deux groupes de turbines à vapeur à engrenage Parsons à simple réduction, 4 chaudières type Admiralty (Yarrow) à 3 corps, timbrées à 400 psi (2,76 MPa), à surchauffe 360 °C ; 2 lignes d'arbres
- Combustible : 3175 tonnes de mazout FFO
- Distances franchissables : 12 000 milles à 14nœuds ; 8 000 milles à 20nœuds ; 6 200 milles à 23nœuds
- Vitesse maximale = 24,5 nœuds ; 23 nœuds à pleine charge
- Hangar : (dim.) 83,82 m x 15,85 m x 5,34 m ; longueur de la cuve entière (incluant les ascenseurs de 13,72 m de long et l'extension à l'arrière de l'ascenseur arrière) : 136,25 m
- Une catapulte hydraulique BH3 pouvant lancer des avions de 9 072 kg à 56 nœuds
- Freins d'appontage : dix "brins" et deux barrières, arrêtant des avions de 9 tonnes se posant à 56 nœuds.
- Carburant avia : 448 m³ (98600 gallons) d'essence
- Effectif : 1 100 h. (paix) 1 300 h. (guerre), y compris un groupe aérien de 220 h.
- Armement :
  - six affûts doubles et dix-huit affûts simples de 40 mm antiaériens
  - quatre canons de salut de 3 livres (1,5 kg)[1]
- Divers : à l'arrière, au niveau du pont galerie, une salle de bain officiers comprenant une dizaine de douches et trois baignoires (côte-à-côte).